# Winterrieden
Winterrieden település Németországban, azon belül Bajorországban. Lakosainak száma 979 fő (2023. december 31.).

## Népesség
A település népessége az elmúlt években az alábbi módon változott:
| Lakosok száma | 388  | 754  | 663  | 706  | 886  | 900  | 935  | 937  | 944  | 979  |
|               | 1875 | 1950 | 1975 | 1987 | 2012 | 2014 | 2016 | 2017 | 2021 | 2023 |